# Peter Lindholm (Fußballspieler)
Peter Lindholm (* 8. Dezember 1957 in Ekenäs) ist ein ehemaliger finnischer Fußballspieler und Nationalspieler.

## Karriere

### Vereine
Lindholm begann in seinem Geburtsort für die dort ansässige Ekenäs IF mit dem Fußballspielen. In den Spielzeiten 1974 und 1975 gehörte er bereits der ersten Mannschaft an, die zunächst in der Gruppe 2 der viertklassigen III Divisioona und – Aufstieg bedingt – in der drittklassigen II Divisioona vertreten war.
Zur Spielzeit 1976 wurde er von dem in Vaasa ansässigen Vaasan PS unter Vertrag genommen und kam bis zum Ende der Spielzeit 1977 in insgesamt 27 Punktspielen zum Einsatz. Mit dem Abstieg seiner Mannschaft als Letztplatzierter in einem Teilnehmerfeld von zwölf Mannschaften verließ er diese.
In Schweden fand er im Hudiksvalls ABK seinen neuen Verein, für den er drei Spielzeiten in der Division 2 69 Punktspiele bestritt. An- und abschließend war er für den IFK Sundsvall in der Fotbollsallsvenskan 1981 aktiv, von 1982 bis 1984 in der Division 2 – insgesamt 72 Mal, bevor er seine Spielerkarriere beendete.

### Nationalmannschaft
Noch keine 17 Jahre alt bestritt er im Jahr 1974 drei Länderspiele für die U16-Nationalmannschaft. Anschließend kam er in den Jahren 1974 und 1975 in elf Länderspielen für die U17-Nationalmannschaft zum Einsatz. In den darauf folgenden zwei Spieljahren war er 15 Mal für die U18-Nationalmannschaft aktiv, mit der er unter anderem in dem von der UEFA organisierten Juniorenturnier in der Schweiz teilnahm. Mit seiner Mannschaft gelangte er ins Finale, das erst nach Verlängerung mit 1:2 gegen die U18-Nationalmannschaft Englands verloren wurde. In der U21-Nationalmannschaft wurde er im Zeitraum von drei Jahren achtmal berücksichtigt und in der A-Nationalmannschaft im Jahr 1983 dreimal. Zweimal kam es zum Vergleich mit der A-Nationalmannschaft Dänemarks. Am 22. Juni wurde der erste Vergleich in Aarhus mit 0:3 verloren; der zweite am 24. August in Rovaniemi endete torlos.

## Erfolge
- Finalist UEFA-Juniorenturnier 1975